# Parafia św. Wawrzyńca w Kiełpinach
Parafia Świętego Wawrzyńca w Kiełpinach – parafia rzymskokatolicka, znajdująca się w diecezji toruńskiej, w dekanacie Lidzbark Welski.
Na obszarze parafii leżą miejscowości: Kiełpiny, Grądy, Gronowo, Rynek, Tarczyny.